# Stegastes lividus
Stegastes lividus és una espècie de peix de la família dels pomacèntrids i de l'ordre dels perciformes. Poden assolir fins a 13 cm de longitud total.
Es troba des del Mar Roig i l'Àfrica oriental fins a les Illes de la Línia, les Illes de la Societat, les Illes Ryukyu, Nova Caledònia i Tonga.